# 周清利
周清利（1954年—），山东惠民人，汉族，中华人民共和国政治人物、第十一届全国人民代表大会山东地区代表。
毕业于山东省委党校干部专修科政治理论专业，是中共党员。担任淄博市市长。2008年起担任全国人大代表。2013年1月任淄博市人大主任 。